# امیرجان آصلانیان
امیرجان لی آصلانیان (ارمنی: Էմիրջան Լեի Ասլանյան؛  زادهٔ ۶ مهٔ ۱۹۶۲) فرد نظامی اهل جمهوری آرتساخ است.

## زندگی‌نامه
وی در ۶ مهٔ ۱۹۶۲ در استپاناکرت به دنیا آمد و از دانشگاه ملی پلی‌تکنیک ارمنستان (۱۹۸۰) فارغ‌التحصیل گشت. همچنین برندهٔ جوایزی همچون مدال گارگین نژده و نشان صلیب رزمی (درجه دو) جمهوری آرتساخ شده است.

## یادداشت
1. ↑  ՀՀ ԶՈՒ փոխգնդապետ
2. ↑  Արցախի Հանրապետության «Մարտական խաչ» ۲-րդ աստիճանի շքանշան